# Битва біля Сасено (1264)
Битва при Са́сено — морська битва між флотом Республіки Генуя та торговим конвоєм Республіки Венеція, що відбулася 14 серпня 1264 року біля острова Са́сено (сучасний острів Са́зані біля узбережжя Албанії). Відбувалась в рамках венеційсько-генуезької війни Святого Сави (1256—1270).

## Передумови
Під час війни Святого Савви у прямих зіткненнях з венеційським флотом генуезці зазнали декілька поразок (в битві при Акрі в 1258 році та в битві Сеттепоцці в 1263 році). Це підштовхнуло генуезців змінити стратегію і перейти від боротьби з венеційським військовим флотом до піратських нападів на венеційські торгові конвої.
У XIII столітті Венеційська республіка щороку відправляла на схід два торгових конвої, що звались муда (італ. muda), один навесні та один наприкінці літа. Зазвичай конвої розділялися, одна частина кораблів прямувала на північний схід — в Егейське море, «Романію» (землі Візантійської імперії) і Чорне море, тоді як інша пливла на південний схід до Александрії та портових міст Леванту (італ. Oltremare). Важливість цих конвоїв для економіки Венеційської республіки важко переоцінити. Однак після падіння Латинської імперії в 1261 році, Константинополь потрапив до рук візантійського імператора Михаїла VIII Палеолога, який ще до захоплення Константинополя уклав з генуезцями Німфейський договір, який включав зобов'язання Візантії надавати на своїх землях максимальне сприяння генуезьким купцям і вигнати венеційських купців з земель, які контролювали Візантія і запобігати вільному проходу венеційських кораблів через Босфор у Чорне море. Таким чином Венеція втратила свої торгові прерогативи в Візантії та Чорному морі і торговий конвой до Леванту тепер представляв «головне заморське торгове підприємство» Венеції.

## Битва
Навесні 1264 року, «щоб розгромити венеційських ворогів і забезпечити добробут і захист генуезців, які плавали в різних частинах світу», генуезці підготували флот з двадцяти галер і двох великих нау, з екіпажем 3500 осіб. За кошти держави були збудовані військово-морські кораблі великого розміру. Флот передали під командування прогібелінського дворянина Симона Грілло. Це викликало серед конкуруючої партії гвельфів побоювання, що він може використати цю  посаду для державного перевороту і стане фактичним диктатором на зразок лише нещодавно (в 1262 році) з великими труднощами скинутого прогібелінського капітано-дель-пополо Гульєльмо Бокканегри. Гвельфська знать напала на будинок Грілло, і знадобилося три дні переговорів, перш ніж були узгоджені умови, що дозволили йому взяти на себе командування. Грілло був змушений залишити Геную і вирушити до Порто-Венере, на південну окраїну генуезької території в Лігурії, щоб очікувати там поки флот буде підготовлений. Йому також призначили чотирьох досвідчених  радників з додатковим завданням стежити за його поведінкою, серед них Огеріо Ското та П'єтро ді Камілла.
Генуезький флот на чолі з Грілло відплив у червні та швидко попрямував на південь до Мальти, куди він прибув через кілька днів. Під час зупинок по дорозі Грілло залишав повідомлення про намір свого флоту йти до Акри в Леванті. Сам він натомість залишився зі своїм флотом на Мальті, набагато південніше звичайних морських шляхів, де його могли шукати венеційські супротивники.
Коли венеційський адмірал Андреа Барочіо дізнався новини про відправку генуезького флоту, він на чолі венеційського флоту із 50 галер (генуезька складалася з 20 галер), залишив венеційський торговий конвой без охорони і вирушив на перехоплення Грілло. Коли венеційський флот з метою перехоплення генуезців прибув на Сицилію, він виявив на місці лише чутки про відплиття генуезців до Акри в Леванті. Згідно з деякими венеційськими свідченнями, Грілло навмисно залишив невелике судно, екіпаж якого, коли його захопили венеційці, повідомив, що генуезький флот пройшов цим шляхом чотири дні тому, прямуючи на схід до Леванту.
Обманутий, Бароцці повів свій флот, щоб переслідувати генуезців, які нібито прямували на схід. Водночас у Венеції влада, впевнена в кінцевому успіху Бароцці, враховуючи минулу історію венеціансько-генуезьких морських зіткнень, і не бажаючи ризикувати втратою прибутків торгового конвою, нарешті вирішила дозволити йому вирушити 1 серпня. Він складався з 13 транспортних галер (тарид), трьох кораблів, у тому числі відомого великого корабля «Роккафортіс», двох легких галер і однієї швидкої розвідувальної галери. Командування конвоєм було доручено Мікеле Дуаро (або Доро). Грілло швидко дізнався про рух венеційського флоту і як тільки він переконався, що Бароцці більше не перекриває йому шлях до венеційського конвою, вирушив з генуезьким флотом на північний схід.
Генуезці напали на незахищений венеційський конвой зненацька, захопивши або потопивши більшість кораблів, за винятком великого корабля «Роккафорте» і захопили майже весь вантаж венеційського торгового флоту, вартість якого у Венеції була оцінена в 100 000 генуезьких лір.